# Paleogeografie

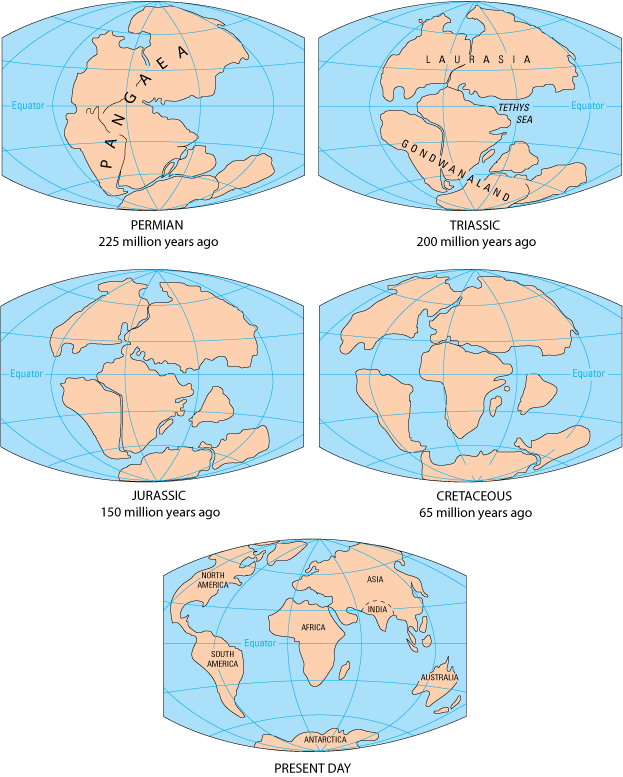
Paleogeografické mapy kontinentů z permu, triasu, jury, křídy a ze současnosti

Paleogeografie je jedním z odvětví geografie zabývající se společně s historickou geologií zkoumáním a rekonstrukcemi geografických poměrů na Zemi v různých geologických údobích. Snaží se zjistit tehdejší polohy pevnin, horstev a oceánů, včetně jejich rozlohy, nadmořských výšek či hloubek, ozřejmuje dlouhodobé fyzikální geografické změny.
Provádí rekonstrukce batymetrických poměrů moří a orografických tvarů pevnin v určité geologické minulosti. Využívá přitom sedimentárních facií a výsledkem bývají více či méně přesné dedukce často zobrazované v podobě paleogeografických map, mnohdy zatížených nepřesnostmi plynoucími z neúplných znalostí.
Paleogeografie zpracovává, skládá a interpretuje data získaná jinými geologickými obory, nejčastěji to jsou:
- Paleontologie – podle výskytu určitých otisků, zkamenělin a nerecentních zbytků lze usuzovat, zda udané místo se v dané době nacházelo na pevnině, v mělké příbřežní zóně nebo v hlubokém oceánu nebo kterého kontinentu bylo součásti. Zkoumají se buď přímo fosilie rostlinného či živočišného původu nebo jen stopy po jejich činnosti.
- Paleomagnetismus – podle orientace magnetického pole u feromagnetických hornin lze dovodit dobu a zeměpisnou šířku kde hornina vznikala. Při odběru stejně starých vzorků z různých kontinentů je možno vyvodit pravděpodobný pohyb zemské kůry způsobovány posunem tektonických desek.
- Paleoklimatologie – podle studia sedimentů, výskytu zkamenělin závislých na určitých klimatických podmínkách a za použití izotopové geochemie lze pro dané území a čas určit pravděpodobné klimatické pásmo. Vychází se přitom z předpokladu, že přírodní jevy a klimatické podmínky spolu souvisely dříve stejně jako souvisí nyní.
- Kinematická kontinuita – podle známých poloh rozložení kontinentů a oceánů lze interpolací stanovit jejich pravděpodobnou podobu a velikost i v období, pro které nemáme hodnověrné podklady.